# 벨 연구소
노키아 벨 연구소(영어: Nokia Bell Labs)은 미국의 케이블및 통신업 관련 연구소이다. 1925년에 설립하여 전화교환기에서부터 전화선 피복, 트랜지스터에 이르는 제품을 개발해 냈다. 1925년 당시 AT&T 사장이던 월터 기포드가 독립사업으로 벨 연구소를 설립했다. 원래는 웨스턴 일렉트릭의 연구부문을 이어받은 것으로 AT&T와 웨스턴 일렉트릭이 각 50%씩 출자하였다. 그러나 1925년에 웨스턴 일렉트릭에 완전히 매각하였고, 1996년에는 알카텔-루슨트에 매각되었다. 그러다 2016년에 노키아가 알카텔-루슨트를 인수하여 현재는 노키아의 자회사가 되었다.

## 개요
벨 연구소의 부서는 크게 연구, 시스템공학, 개발 세 부분으로 나뉘어 있다. 연구부서에선 전기통신 부문의 기초기술에 관련된 것으로 수학, 물리학, 인간행동과학, 재료과학, 컴퓨터 프로그래밍 이론 등을 다루고 있다. 시스템 공학 부서에서는 전기통신 분야와 관련된 것으로 전화 네트워크와 관련있는 극복잡계를 다루고 있다. 개발부서에선 통신망 구축에 필요한 것보다도 훨씬 많은 하드웨어, 소프트웨어 분야를 다루고 있다.

## 업적
- 1933년 - 칼 얀스키는 벨 연구소에서 장거리 통신시 나타나는 잡음을 조사하다가 이것은 우리 은하계 중심부에서부터 나오는 전파와 관련이 있다는 사실을 알아낸다. 이것이 눈에 보이지 않는 라디오파 대역의 전자기파 조사하는 현재의 전파망원경, 또는 전파천문학의 시초가 된다.
- 1947년 - 트랜지스터의 발명. 발명의 주역인 존 바딘, 윌리엄 쇼클리, 월터 브래튼은 1956년 노벨 물리학상을 수상한다.
- 1948년 - 벨 연구소 소속 수학자였던, 클로드 샤논이 나이퀴스트와 하틀리의 이론에 기반하여 정보이론의 기념비적인 논문인 "A Mathematical Theory of Communication"을 Bell System Technical Journal에 발표한다.
- 1970년대 - 벨 연구소에서 유닉스와 C가 개발된다. 데니스 리치, 브라이언 커니핸, 켄 톰슨이 연구소에 몸담고 있었다.
- 1980년대 - 비야네 스트롭스트룹이 C++를 개발한다.
- 1990년대 - 차세대 유닉스 계열 운영체제인 플랜 9을 개발한다.

## 같이 보기
- 유성 영화
- E.A.T.